# Paul Bronzwaer
Paulus Matheus Marie Antoine (Paul) Bronzwaer (1936 - Maastricht, 17 mei 2024) was stadshistoricus van Maastricht. Hij promoveerde in 2009 aan de Universiteit Leiden op het proefschrift Maastricht en Luik bezet. In 2008 kwam hij in opspraak nadat hij Bram Moszkowicz een holocaustexploitant noemde. 

## Levensloop
Bronzwaer studeerde in Utrecht de Franse taal en letterkunde. Van 1960 tot 1997 was hij werkzaam bij het Sint-Maartenscollege in Maastricht als docent Frans en conrector.
In 2008 ontstond er commotie rondom zijn persoon nadat hij Max Moszkowicz sr. een 'holocaustexploitant' had genoemd. Het betrof citaten die waren opgenomen in de biografie 'De Bokser' van Marcel Haenen. Zo ontstond er veel kritiek na een uitzending van De Wereld Draait Door waarna werd gesteld dat Bronzwaer geen stadshistoricus meer kon zijn en zijn lintje zou moeten inleveren. Bronzwaer bood zijn excuses aan en dit alles gebeurde niet.
In 2009 promoveerde hij bij professor Jan Bank (Universiteit Leiden) op het proefschrift: Maastricht en Luik bezet Een comparatief onderzoek naar vijf aspecten van de Duitse bezetting van Maastricht en Luik tijdens de Tweede Wereldoorlog. In 2013 verscheen de handelseditie van het proefschrift in de reeks Maaslandse Monografieën (nummer 73). In 2016 publiceerde Bronzwaer een biografie over Max de Marchant et d'Ansembourg.
Bronzwaer overleed op 87-jarige leeftijd .
- International Standard Name Identifier: 0000 0003 9827 0289
- Virtual International Authority File: 237202223